# Aphanogmus strabus
Aphanogmus strabus is een vliesvleugelig insect uit de familie van de Ceraphronidae. De wetenschappelijke naam van de soort is voor het eerst geldig gepubliceerd in 1994 door Dessart.